# نسیم بونقجه
نسیم بونقجه (انگلیسی: Nassim Bounekdja؛ زادهٔ ۲۳ اکتبر ۱۹۷۶) بازیکن فوتبال اهل الجزایر است.
از باشگاه‌هایی که در آن بازی کرده‌است می‌توان به باشگاه فوتبال شباب بلوزداد، باشگاه فوتبال مولودیه وهران، و باشگاه فوتبال مولودیه قسنطینه اشاره کرد.
وی همچنین در تیم‌های ملی فوتبال زیر ۲۳ سال الجزایر و الجزایر بازی کرده‌است.